# Matsudaira Yasuhide
Matsudaira Yasuhide est un nom japonais traditionnel ; le nom de famille (ou le nom d'école), Matsudaira, précède donc le prénom (ou le nom d'artiste).
Matsudaira Yasuhide (松平 康英, 16 juillet 1830-5 juillet 1904) est un daimyo de la fin de l'époque d'Edo, à la tête des domaines de Tanagura puis Kawagoe. Il sert comme gaikoku bugyō et rōjū dans l'administration  du shogunat Tokugawa.

## Biographie
Matsudaira Yasuhide naît à Edo du hatamoto de haut rang Matsudaira Yasuzumi, son nom d'enfance est « Mantarō ». Il succède à Yasuzumi lorsque celui-ci se retire au début de 1848 et prend le nom de « Yasunao ». Yasunao occupe différents postes secondaires dans l'administration du shogunat Tokugawa, avant d'être nommé simultanément aux fonctions de gaikoku bugyō et Kanagawa bugyō au début de 1860.
De 1860 à 1861, il participe aux négociations de frontières avec la Russie et fait partie de l'ambassade du shogunat Tokugawa en Europe.
Yasunao est adopté comme successeur de Matsudaira Yasuhiro, daimyo du domaine de Tanagura à la fin de 1864. Peu après sa succession, il reçoit le titre de Suo no kami et change son nom pour celui de « Yasuhide ».
Yasuhide doit être transféré au domaine d'Utsunomiya au printemps de 1865, cependant ce projet est annulé. Peu de temps après il est nommé au poste de rōjū.
En 1866, il est de nouveau prévu qu'il soit transféré, cette fois au domaine de Shirakawa ; cependant, à cause de la situation financière de la famille alors au pouvoir, ce mouvement est également annulé. À la place, Yasuhide est transféré au domaine de Kawagoe. À Kawagoe, il est connu pour avoir ouvert l'école du domaine, le Chōzenkan (長善館). Yasuhide est libéré de ses devoirs en tant que rōjū lorsque le gouvernement des Tokugawa disparaît au début de 1868. Après le début de la guerre de Boshin, il est brièvement tenu à l'isolement par le gouvernement de Meiji pendant un mois, au printemps de 1868. L'année suivante, il prend sa retraite en faveur de son héritier adopté, Yasutoshi.

## Publication
- Matsudaira Yasuhide (松平康英) et Onoma Ritsuken (尾間立顕), Bakumatsu ken'ō shisetsu danpan shiki (幕末遣欧使節談判私記), document privé sur les discussions relatives à la mission diplomatique en Europe durant la période du bakumatsu, Tokyo, Min'yūsha (民友社), 1919 (publication posthume).

## Source de la traduction
- (en) Cet article est partiellement ou en totalité issu de l’article de Wikipédia en anglais intitulé « Matsudaira Yasuhide » (voir la liste des auteurs).